# Sympistis melaleuca
Sympistis melaleuca är en fjärilsart som beskrevs av Carl Peter Thunberg 1791. Sympistis melaleuca ingår i släktet Sympistis och familjen nattflyn. Inga underarter finns listade i Catalogue of Life.